# Suliski
Suliski – polski herb szlachecki z nobilitacji.

## Opis herbu
Opis z wykorzystaniem zasad blazonowania, zaproponowanych przez Alfreda Znamierowskiego:
W polu zielonym podkowa srebrna na opak z krzyżem kawalerskim złotym pośrodku.
Klejnot: ogon pawi przeszyty strzałą, na którym trzy gwiazdy złote (2 i 1).
Labry zielone, podbite srebrem.

## Najwcześniejsze wzmianki
Nadany Maciejowi Szulc-Suliskiemu, pisarzowi grodzkiemu nakielskiemu i jego braciom: Marcinowi, Adrianowi i Eustachemu, ze Śląska.

## Herbowni
Ponieważ herb Suliski był herbem własnym, prawo do posługiwania się nim przysługuje tylko jednemu rodowi herbownemu:
Suliski (Szulc-Suliski, Szuliski).